# Октруа
Октруа (фр. octroi) — у Середньовіччі збори (внутрішні податки), що стягувалися при ввезенні товарів на феодальні, міські території. Октруа називалися також і привілеї монопольних торгових компаній XVI—XVIII вв.
У XIX столітті скасовані у більшості країн в результаті створення єдиного внутрішнього ринку.